# Ursula Justin
Ursula Justin (* 16. April 1927 in Altena als Hildegard Ursula Klinke; † 5. Januar 2024 in Überlingen) war eine deutsche Schauspielerin.

## Leben
Justin besuchte eine Handelsschule in Hamburg und gab ihr Debüt am Theater in Garmisch. Sie war zeitweise mit Regisseur Géza von Cziffra verheiratet und wirkte unter dessen Regie in mehreren Filmen mit.

## Filmografie
- 1952: Tanzende Sterne
- 1953: Das singende Hotel
- 1953: Blume von Hawaii
- 1954: Geld aus der Luft
- 1954: Tanz in der Sonne
- 1955: Banditen der Autobahn